# NGC 3976
NGC 3976 (również PGC 37483 lub UGC 6906) – galaktyka spiralna z poprzeczką (SBb), znajdująca się w gwiazdozbiorze Panny. Odkrył ją William Herschel 13 kwietnia 1784 roku. Należy do galaktyk Seyferta typu 2.